# Restituto Cabrera Flores
Restituto José Cabrera Flores, «Negro o Médico» (27 de junio de 1931, Callao, Perú; - 4 de septiembre de 1967, río Palmarito, Bolivia) fue un médico cardiólogo y guerrillero peruano que integró la Guerrilla de Ñancahuazú comandada por Ernesto Che Guevara en 1966-1967 en el sudeste de Bolivia. Escapó ileso a la emboscada de Vado del Yeso del 31 de agosto de 1967, pero fue capturado y asesinado cuatro días después.

## Biografía
De joven fue simpatizante del APRA. Trasladado a Buenos Aires, Cabrera se recibió de médico en la Universidad de Buenos Aires. Cuando se produjo la Revolución cubana se radicó en Santiago de Cuba donde trabajó con el doctor Alberto Galvizu Borrell, especializándose en cardiología, realizando un aporte decisivo gracias a sus conocimientos actualizados y a sus estudios. 
También impartía clase en la escuela nocturna que funcionaba en el hospital y de actualización para técnicos y médicos.

### Guerrilla de Ñancahuazú y muerte
Luego de la fallida experiencia del Congo, el Che Guevara organizó un foco guerrillero en Bolivia, donde se instaló a partir del 3 de noviembre de 1967, en una zona montañosa cercana a la ciudad de Santa Cruz, en una área que atraviesa el río estacional Ñancahuazú, afluente del importante río Grande (Bolivia).
El grupo guerrillero tomó el nombre de Ejército de Liberación Nacional (ELN) de Bolivia con secciones de apoyo en Argentina, Chile y Perú. 
A comienzos de 1967, Cabrera se integró a la Guerrilla de Ñancahuazú, comandada por Ernesto Guevara, junto con Juan Pablo Chang Navarro («el Chino») y Lucio Edilberto Galván («Eustaquio») con el fin de abrir más tarde un foco guerrillero en Ayacucho, Perú, comandado por Chang.
Cuando las tropas se dividieron, fue asignado a la columna de retaguardia comandada por Juan Vitalio Acuña Nuñez («Joaquín»). El 31 de agosto de 1967 toda la columna fue emboscada mientras cruzaba el Río Grande cerca de Vado del Yeso. Todos menos uno, resultaron muertos: "Vilo" Acuña, Tania, Apolinar Aquino, Walter Arencibia, Moisés Guevara, Gustavo Machín, Freddy Maymura Hurtado, Israel Reyes y Restituto Cabrera, quien sobrevivió a la emboscada y quedó solo en la selva intentando encontrar la columna del Che Guevara, pero fue capturado y asesinado el 4 de septiembre en el río Palmarito, afluente del Ñancahuazú. Sus cuerpos fueron expuestos primero como trofeos y luego enterrados clandestinamente.
Pocas semanas después, el 9 de octubre, el Che Guevara moriría fusilado en La Higuera (Bolivia).
El cuerpo de Restituto Cabrera fue hallado el 7 de junio de 1999, y reposan en el Memorial de Ernesto Guevara en Santa Clara, Cuba.